# Cuencabuena
Cuencabuena es una localidad del municipio de Calamocha en la provincia de Teruel (España). Según el INE, en 2024 tenía 23 habitantes.
Destacan dentro del conjunto urbano la estación de tren que sirve de parada de la línea 49 de Renfe y el conjunto del antiguo ayuntamiento, casa-palacio e iglesia parroquial. En los alrededores se ubican dos ermitas y dos peirones.

## Historia

### Prehistoria e historia antigua
La localidad ha tenido población humana desde tiempos antiguos, habiéndose registrado hallazgos arqueológicos en los cerros cercanos que datan de la Edad del Bronce (cultura del vaso campaniforme), la población celtibérica y la Hispania romana. Probablemente la población de dichas colinas originales perdiera importancia en pro de una villae romana que algunos autores identifican con el topónimo Carae. En ambos casos se trata de zonas elevadas defendibles cerca del río Jiloca, uno de los ejes desde Caesaraugusta hacia el sur.

### Edad Media
El cercano barranco homónimo parece haber sido una posición fortificada dentro de las vías de comunicación tras la conquista musulmana y algunos autores lo identifican con uno de los husûn, fortificaciones regionales islámicas de segundo nivel, supeditados al iqlim de Qutanda.
Probablemente fuera tomado por los cristianos durante la conquista de la taifa zaragozana por Alfonso I el batallador a principios del siglo XII. En la cercana Cutanda se registró en 1120 un importante enfrentamiento con los musulmanes que trajo la hegemonía cristiana a la zona. El topónimo actual sigue el patrón habitual de la comarca tras la reconquista a los musulmanes y trataba de promover las virtudes de la zona para atraer el asentamiento de nuevos repobladores cristianos que aseguraran las tierras recientemente tomadas. Dicha repoblación muchas veces se logró con la llegada de gentes de sur de Francia (gascones, bearneses) y navarros, que formaban parte del ejército aragonés. Aunque los vestigios de este proceso perduran en otros topónimos cercanos (Herrera de los Navarros, Salobral-Gascones, etc) no hay constancia del origen de los pobladores de Cuencabuena.
En la Baja Edad Media formó parte de la sesma de Barrachina de la Comunidad de Aldeas de Daroca, una institución medieval establecida en 1248 que agrupaba a las poblaciones de frontera, tanto con respecto a los musulmanes del sur como del vecino Reino de Castilla al oeste. Daroca actuaba como el centro administrativo y militar de la región y, desde que en 1414 se aprobara el impuesto de generalidades, tributario (a través de la sobrecollida de Daroca). Como parte de esta entidad fronteriza el torreón de Cuencabuena sirvió durante la guerra de los dos Pedros como eslabón del sistema defensivo que controlaba el Jiloca y guardaba la ruta de Zaragoza a Valencia de ataques desde el oeste, probablemente en calidad de torre de observación y comunicación. En el fogaje de 1495 se registraron 20 fuegos en la localidad.

### Edad Moderna
De la Edad Moderna proviene buena parte del patrimonio y registros históricos de la localidad. De 1608 son las primeras referencias a la iglesia mientras que los únicos archivos notariales son de 1694. Algunos autores apuntan a que la torre de la iglesia reaprovecha los restos de la antigua estructura militar de la localidad, una vez perdida la condición de frontera.
Dada su posición en la antigua ruta de Zaragoza a Teruel y Valencia a través de Daroca, consta una descripción de la localidad en 1797 cuando fue visitada por el sacerdote Joseph Branet:

No por ello me abstuve de continuar mi ruta hasta bien entrada la noche, de cruzar el río, de atravesar el pueblo de Lechago y de ir a dormir a Cuencabuena. Este mal pueblo está construido sobre una roca. Cené a toda prisa y me eché en una cama que un labrador me ofreció pagando.
Joseph Branet

### SigloXIX
Con la creación de los municipios en 1834, Cuencabuena fue designado uno. En el siglo XIX Calamocha pasaría a reemplazar a Daroca como principal referencia administrativa para Cuencabuena al ser el nuevo municipio adscrito a la provincia de Teruel y al partido judicial de Calamocha mientras Daroca pasaba a formar un partido judicial propio en la provincia de Zaragoza. 
En su Diccionario geográfico-estadístico-histórico de España y sus posesiones de Ultramar de 1847, Pascual Madoz recoge 53 vecinos y 212 almas en la localidad. Describió la localidad como sigue:

Concabuena: l. con ayunt. en la prov. de Teruel (14 leg.), part. jud. y adm. de rent. de Calamocha (2), dióc., aud. terr y c. g. de Zaragoza (19): Sit. en una llanura entre 2 cerros, uno al E. y otro al O.; es combatido en especial por el viento N. que hace el Clima un tanto frio y sano. Tiene 90 Casas con la consistorial y cárcel, distribuidas en una plaza y varias calles irregulares; escuela de niños concurrida por 8 alumnos y dotada con 600 rs. anuales; igl. parr. (San Justo y San Pastor), servida por un cura, cuya vacante provee el ordinario en concurso general. El cementerio está contiguo a la igl.; los vec. se surten del agua de una fuente que hay en el pueblo. En los afueras á 1/4 de hora del l. se encuentra una ermita bajo la advocación de Sta. Bárbara, sit. en una altura y a 1/2 hora cerca del camino de Cutanda, otra llamada San Martin. Confina el Térm. N. con Valverde (5/4); E. Burbáguena (2); S. Lechago (5/4), y O. Torrenueva (id.); hay en el térm. según se ha indicado, dos montes llamado el uno Alto y el otro Bajo, muy poco poblados. El Terreno aunque secano, tiene diferentes manantiales, que unidos á lo sobrante de las fuentes, riegan muchos huertos que amenizan el l. Caminos: son locales. La Correspondencia se recibe de Calamocha por balijero. Prod.: trigo, cebada, avena, legumbres, cáñamos, frutas y patatas; cria ganado lanar muy apreciado; caza de conejos, liebres y perdices. Ind. dos molinos harineros. Pobl.: 53 vec. 212 alm. Cap. Imp.: 28,360 rs. vn.
Madoz, 1847, p. 551

Durante la desamortización se creó una Sociedad de Montes de Cuencabuena por parte de los propietarios locales para adquirir los antiguos montes públicos.

### Principios delsigloXX
En los albores de la Segunda República Española la localidad contaba con una Sociedad Patronal de Propietarios como muchas localidades agrarias vecinas así como un molino para tratar la producción local. La localidad había ganado población rápidamente al comienzo del siglo XX. La situación de los jornaleros sin tierra en la localidad era precaria y constan intentos de roturar montes públicos para generar nuevas tierras para cultivo. Como era típico en la comarca, la ganadería ovina era también importante, registrándose 500 cabezas de ganado en Cuencabuena.
La localidad era una de las bien comunicadas en el Jiloca, gracias a su papel histórico en la ruta de Valencia y Teruel a Zaragoza, algo que había separado a los pueblos de la comarca entre los directamente comunicados y los que no. Uno de los hitos de la localidad fue la llegada en 1933 del ferrocarril al construir la Compañía del Ferrocarril Central de Aragón el tramo entre Zaragoza y Teruel. Con la construcción de una estación en la localidad, Cuencabuena quedó enlazada a la capital regional en condiciones modernas. El tramo, siguiendo las fuertes pendientes de la zona, requirió de un trazado sinuoso cuyos terraplenes se han degradado con el paso del tiempo además el túnel más largo de la línea (818 m) y de un puente para cruzar el río Jiloca. El ferrocarril y sus obras asociadas eran otra de las grandes fuentes de empleo en el pueblo así como de conflictividad dados la "falta de escrúpulos" y los retrasos en los pagos de los empresarios involucrados. El tramo de Cuencabuena fue notablemente el lugar de una huelga que motivó la intervención de la Guardia Civil.
Por esa misma época la electricidad llegó a la localidad desde el antiguo martinete de cobre en Luco de Jiloca, explotado por Electra Ribera del Jiloca de Mariano Rubio.
Durante la Segunda República española la localidad, al ser una zona eminentemente rural, votó mayoritariamente a la derecha. Consta igualmente que las autoridades locales incumplieron la legislación republicana sobre el culto público.

### Desarrollismo y sigloXXI
Inmerso en la pérdida de población de la zona rural de la provincia de Teruel durante el siglo XX, perdió el estatus de municipio al ser anexionado por Calamocha en 1971. En 1980 contaba 142 habitantes. Esa misma década cierra la Cámara Agraria Local.
La localidad sigue siendo en la época moderna parte del eje de comunicación principal entre Zaragoza y Teruel/Valencia. Ferroviariamente, se sustituyó en 2007 la estación histórica por un apeadero más moderno. Pese a ello, el tramo de Cuencabuena fue, junto al paso por Encinacorba, uno de los dos itinerarios que no fueron renovados como parte del Plan Teruel. Debido las complejidades locales del trazado se necesitaba una intervención integral que se postpuso para estudiar una variante del trazado originario. En tráfico rodado, la localidad fue escogida como parte del trazado de la autovía mudéjar. Fue precisamente el tramo que incluía el barranco de Cuencabuena el último en ser inaugurado, completando dicha ruta en 2008. En 2017 se licitó el estudio para abordar la estabilización del trazado ferroviario y la eliminación de las restricciones de velocidad derivadas. Como parte del mismo, se prevé la eliminación del apeadero durante la actualización del tramo.

## Geografía humana

### Demografía
| Gráfica de evolución demográfica de Cuencabuena entre 1842 y 1970 |
| |
| Población de derecho según los censos de población del INE Población de hecho según los censos de población del INEEntre el censo de 1981 y el anterior, este municipio desaparece porque se integra en el municipio 44050 (Calamocha) |

## Monumentos y lugares de interés
La localidad cuenta con dos peirones en los caminos aledaños así como un tercero que sigue la tipología de peirón-fuente en la plaza. La localidad cuenta igualmente con una iglesia parroquial, con una de las pocas imágenes de la virgen de Trapani en Aragón.

## Festividades
Las fiestas patronales son el 10 de mayo y el 8 de septiembre.